# Zdzisław Dębicki
Zdzislaw Clement Dębicki (n. 19 ianuarie 1871, Varșovia—d. 7 mai 1931, Varșovia) a fost un poet polonez, critic, pictor, scriitor și memorialist al perioadei mișcării Tânăra Polonie.

## Biografie
Zdzisław Dębicki a fost fiul proprietarului  zonei Volânia, Gustav și Aleksandra Kowalski.  Crescut în spiritul patriotismului (tatăl său a fost implicat în Insurecția poloneză din Ianuarie), de la o vârstă fragedă a fost în conflict cu autoritățile de ocupație ruse. A absolvit în Dorpat (acum Tartu - Estonia).  Apoi, timp de patru ani a studiat la Universitatea din Varșovia. A fost arestat în anul 1894, ca urmare a faptului că a luat parte la o demonstrație aniversară a 100 de ani de la revolta Kosciuszko din 1794 și a petrecut șase luni în închisoarea Pawiak.  A fost condamnat la doi ani de exil în Orska, Urali.  Lipsit de dreptul de a studia în Rusia s-a licențiat în drept în orașul Lviv în anul 1898. În 1896 a devenit membru al Ligii Naționale (articole publicate anterior, editate de Roman Dmowski). Din 1899 a trăit în Varșovia, a lucrat la mai multe reviste, se ocupă cu critica literară și jurnalism. Din 1910 s-a căsătorit cu fiica unui profesor de la Universitatea Jagiellonă, Sophie Wierzbicka.  Deoarece în anul 1912 a lucrat ca redactor adjunct la "Săptămâna ilustrată" (în poloneză Tygodnik Ilustrowany), în 1918 a devenit redactor-șef al revistei, funcție deținută până în anul 1929.  A călătorit mult, lucrează în asociații ale jurnaliștilor, a fost un bibliofil bine-cunoscut. A murit la Varșovia, la data de 7 mai 1931.  Postum, în 1931, a primit Premiul Literar de la Varșovia.

## Opera
- 1898 -- Ecstasy
- 1900—Nopți nedormite
- 1904—Festivalul de flori
- 1907—Când se trezesc devreme aurorele
- 1907—Tatăl nostru. Rugăciunea de seară
- 1912—Priviri înapoi
- 1913—Selecție de poezie
- 1915—Da, că nu a murit (împreună cu Edward Słońskim)
- 1917—Carte și om (jurnalism)
- 1917—Orașul (jurnalism)
- 1918—Țara copilăriei
- 1918—Criză a intelectualității poloneze (jurnalism)
- 1919—Broșură. Soldat polonez (jurnalism)
- 1919—Polonia și Lituania. 350-a aniversare a Uniunii de la Lublin 1569-1919 (jurnalism)
- 1919-1920—Scriitorii polonezi, volumele 1-2
- 1920—Bine ați venit la mare (jurnalism)
- 1921 -- Atlantic. Impresii de ședere în Statele Unite ale Americii
- 1922—Bazele culturii naționale (jurnalism)
- 1923—Nașterea ideală (jurnalism)
- 1924—Poezii. 1898-1923 Introducere A. Grzymala-Siedlecki
- 1925—Sf. Ladislau. Reymont. Laureat al Premiului Nobel
- 1926—Kasprowicz. Poet-bibliofil
- 1926—Din nord și sud. Finlanda, Italia, Suedia, România, Turcia
- 1927—Discuțiile pe literatura de specialitate (Jurnalism)
- 1927-1928—Portrete (scriitori de corp)
- 1928 -- Belgia și Polonia (jurnalism)
- 1929—Păcatele tinereții mele
- 1930—Singur. Amăgire și adevăr (jurnalism)
- 1931—Scântei în cenușă. Amintiri din Lviv. "Păcatele tinereții", partea a doua